# Marcell Deák-Nagy
Marcell Deák-Nagy (Budapest, Hungría, 28 de enero de 1992) es un atleta húngaro, especialista en la prueba de 400 m en la que llegó a ser subcampeón europeo en 2012.

## Carrera deportiva
En el Campeonato Europeo de Atletismo de 2012 ganó la medalla de plata en los 400 metros, con un tiempo de 45.52 segundos, llegando a meta tras el checo Pavel Maslák y por delante del francés Yannick Fonsat (bronce).